# Настоящая кровь (сезон 2)
«Настоящая кровь» (англ. True Blood) — американский драматический телевизионный сериал с элементами чёрного юмора, и комедийными нотами, основанный на серии романов «Вампирские тайны» (англ. The Southern Vampire Mysteries) американской писательницы Шарлин Харрис. Сериал был создан Аланом Боллом, автором «Клиент всегда мёртв», в сотрудничестве с каналом «HBO» и его компанией «Your Face Goes Here Entertainment».

## В ролях

### Основной состав
- Анна Пакуин — Суки Стакхаус
- Стивен Мойер — Билл Комптон
- Сэм Траммелл — Сэм Мерлотт
- Райан Квонтен — Джейсон Стакхаус
- Рутина Уэсли — Тара Торнтон
- Крис Бауэр — детектив Энди Бельфлёр
- Мехкад Брукс — Бенедикт Тэлли
- Анна Кэмп — Сара Ньюлин
- Нелсан Эллис — Лафайет Рейнольдс
- Мишель Форбс — Мэриэнн Форрестер
- Мариана Клавено — Лорена Красики
- Тодд Лоу — Терри Бельфлёр
- Майкл МакМиллиан — преподобный Стив Ньюлин
- Джим Пэррак — Хойт Фортенберри
- Кэрри Престон — Арлин Фаулер
- Уильям Сандерсон — детектив Бад Дирборн
- Александр Скарсгард — Эрик Нортман
- Дебора Энн Уолл — Джессика Хэмби

### Приглашённые звёзды
- Патриша Бетун — Джейн Бодехаус
- Джон Биллингсли — Майк Спенсер
- Эшли Джонс — Дафни Лэндри
- Адам Ледбитер — Карл
- Уэс Браун — Люк Макдональд
- Дейл Рауль — Максин Фортенберри
- Валери Крус — Изабель Бомон
- Кристин Бауэр ван Стратен — Памела Свинфорд Де Бофорт
- Грег Коллинз — Гейб
- Крис Кой — Барри Хоровиц
- Аллан Хайд — Годрик
- Тара Бак — Джинджер
- Кристофер Гартин — Хьюго Эйерс
- Аиша Хайндс — мисс Джанетт
- Эд Куинн — Стэн Дэвис
- Таня Райт — заместитель Кеня Джонс
- Мисси Доти — Вонетта
- Патрик Галлахер — Чоу
- Алек Грей — Коби Фаулер
- Дженнифер Гамильтон — танцовщица
- Линдси Хон — Хэдли Хейл
- Престон Джонс — Дирк
- Джек Крицманих — Лудис
- Тесс Александра Паркер — Рози
- Лорен Притчард — Корали
- Джессика Так — Нэн Флэнаган
- Лорел Уэбер — Лиза Фаулер
- Эвион Бейкер — молодая Тара
- Майкл Бофшевер — Орри Доусон
- Джон Хиллард — Хэнк
- Калеб Муди — Ройс Уильямс
- Джуди Прескотт — Сью Энн Мерлотт
- Джон Рециг — заместитель Кевин Эллис
- Стивен Рут — Эдди Готье
- Мартин Спэнджерс — молодой Сэм
- Шэрон Тэй — Шэрон

### Специально приглашённые звёзды
- Адина Портер — Лэтти Мэй Торнтон
- Эван Рэйчел Вуд — Софи-Энн Леклерк

## Описание эпизодов
| № общий | № в сезоне | Название                                            | Режиссёр        | Автор сценария                 | Дата премьеры    | Зрители в США (млн) |
| --- | ---------- | --------------------------------------------------- | --------------- | ------------------------------ | ---------------- | ------------------- |
| 13 | 1          | «Nothing But the Blood» «Ничего, кроме крови»       | Дэниель Минахан | Александр Ву                   | 14 июня 2009     | 3.70                |
| В машине Энди лежит труп мисс Джанет. Тара признаётся, что знает эту женщину. На допросе Тары Энди давит на неё изо всех сил, пытаясь выбить хоть какое-нибудь признание. Шериф просит Энди быть поспокойнее, так как Энди является не только детективом, но также подозреваемым. В участок прибегает мать Тары. Таре приходится ей всё рассказать, но она не верит в то, что мисс Джанет была мошенницей. Мэриэнн приезжает за Тарой в участок и отчитывает там Лэтти за плохое обращание с дочерью. На следующий вечер Энди в пьяном виде ходит по бару и пытается найти убийцу. Шериф видит это и отстраняет его от дела. Суки узнаёт, что Билл превратил Джессику в вампира, и теперь должен за ней следить и воспитывать её. Суки злится на то, что Билл не рассказал ей об этом раньше. Она уходит из дома Билла. На следующее утро Суки решает разобраться в комнате у бабушки, так как не заходила туда после её смерти. В это время к ней приходит мистер Ланкастер, семейный адвокат, и сообщает, что её дядюшка Бартлет скончался и оставил ей наследство в $12000. Билл пытается найти для Джессики оптимальный вкус «Настоящей крови», которая ей очень не нравится. Суки приходит к Биллу и выясняет, что это он убил её дядюшку. Билл извиняется, и они проводят ночь вместе. Джейсон штудирует книгу о Братстве Солнца. Затем он идёт на званый ужин этого братства, где знакомится с его главой. Они уговаривают его пройти обучение стоимостью $1200, но Джейсон не знает, где взять такую сумму. Ему предлагают помолиться, и тогда решение придёт. На следующий день Суки отдаёт ему чек с дядюшкиным наследством, так как считает, что ей эти деньги не нужны. Джейсон верит, что это Бог помог ему. Теперь Джейсон отказывается даже от секса. Лафайетт находится в подвале какого-то здания вместе с ещё несколькими людьми. Они привязаны цепями к какой-то странной конструкции. Им не дают пить и есть, а спустя некоторое время кого-нибудь из них уводят наверх, откуда ещё никто не возвращался. В очередной раз в подвал спускается Эрик. Он хватает одного мужчину, но тот пытается бежать. Тогда Эрик прямо на глазах у Лафайетта разрывает его на кусочки. Сэм вспоминает, что в 17 лет пробрался в дом Мэриэнн и пытался вынести ценные вещи. Мэриэнн поймала его и затащила в кровать. После секса, пока она была в душе, Сэм не отступил от своего плана и забрал большую сумму денег и несколько её драгоценностей. В наше время он приходит к Мэриэнн, но той не оказывается дома. Вечером Мэриэнн приходит к Сэму в бар, где он хочет отдать ей украденные деньги, однако Мэриэнн говорит, что деньги ей не нужны. Они с Сэмом выходят в зал в тот момент, когда Тара целуется со своим новым знакомым. Мэриэнн очень рада тому, что Сэм это увидел. В бар устраивается новая официантка Дэфни. |            |                                                     |                 |                                |                  |                     |
| 14 | 2          | «Keep This Party Going» «Вечеринка продолжается»    | Майкл Леманн    | Брайан Бакнер                  | 21 июня 2009     | 3.41                |
| Пока Суки старается смириться с обязанностями Билла по отношению к Джессике, Мэриэнн зачаровывает посетителей бара У Мерлотта. Сэм не может её остановить. Джейсон производит хорошее впечатление на Стива и Сару Ньюлин на мероприятии Дневной Свет, но его сосед по комнате Люк начинает ревновать к нему. |            |                                                     |                 |                                |                  |                     |
| 15 | 3          | «Scratches» «Царапины»                              | Скотт Винант    | Раэлль Такер                   | 28 июня 2009     | 3.7                 |
| Билл и Суки ссорятся из-за того, что та нарушила запрет Билла и отвезла Джессику к её родителям. В порыве гнева Суки решает самостоятельно добраться домой, но не успевает пройти и нескольких миль, как на неё нападает нечто — полузверь, получеловек, в бычьей маске и руками с огромными когтями. От крови Билла Суки становится только хуже, и вампиру ничего не остается, как отвезти Суки к Эрику, где специально обученный врач спасает ей жизнь. Оба вампира озадачены этим нападением. Придя в себя, Суки заключает с Эриком сделку ради спасения Лафайета. Тем временем Мэриэнн устраивает шумную развязную вечеринку, и Тара впервые задумывается о том, что происходит вокруг. Сэм хочет на время уехать. Джессика, предоставленная сама себе, отправляется в бар, где знакомится с Хойтом Фортенберри. |            |                                                     |                 |                                |                  |                     |
| 16 | 4          | «Shake and Fingerpop» «Танцы и тряски»              | Майкл Леманн    | Алан Болл                      | 12 июля 2009     | 3.9                 |
| Билл, Суки и Джессика отправляются в Даллас, чтобы помочь найти пропавшего шерифа вампиров, который является создателем Эрика. Сразу же после прибытия Суки пытаются похитить, но Билл вовремя успевает ей помочь. Тара возвращается жить к Суки, но следом за ней отправляется и Мэриэнн, устраивая в доме Стэкхаузов шумную вечеринку. Мэриэнн снова проявляет свои странные способности, заставляя людей уподобляться животным. Тем временем у Сэма завязывается роман с новой официанткой, которая заявляет ему, что знает его тайну. Лафайет все еще не может оправиться от пережитого шока. Джейсон знакомится с самими Сарой и Стивом Ньювлинами — руководителями Церкви Солнца. |            |                                                     |                 |                                |                  |                     |
| 17 | 5          | «Never Let Me Go» «Никогда не отпускай меня»        | Джон Дал        | Нэнси Оливер                   | 19 июля 2009     | 3.85                |
| Несмотря на довольно странное поведение помощников далласского шерифа, Эрик, Билл и Суки пытаются разыскать Годрика. В отеле Суки знакомится с посыльным, обладающим такими же способностями, как и она. Тара приходит в себя после вечеринки, а Сэм понимает, что, оказывается, у него с Дафни много общего. Мэриэнн сообщает, что переезжает в дом Суки. Джейсон по-прежнему находится под влиянием Стива, но с удивлением замечает знаки внимания со стороны его жены Сары. |            |                                                     |                 |                                |                  |                     |
| 18 | 6          | «Hard-Hearted Hannah» «Жестокосердечная Ханна»      | Майкл Леманн    | Брайан Бакнер                  | 26 июля 2009     | 4.00                |
| Тара и Эгс едут по шоссе, когда он вдруг понимает, что уже бывал здесь. Они выходят из машины и идут по едва заметной дорожке. Эгс не знает, почему это место знакомо ему, но память выводит его к жертвенной окровавленной поляне в лесу. Эрик вызывает в Даллас создательницу Билла, с которой он не виделся более 70 лет. Завес в прошлое Комптона слегка приоткрывается, показывая нам, что Билл не всегда был таким правильным, как сейчас. Его бывшая насильно удерживает Билла в номере отеля. Тем временем, следы выводят Суки на Церковь Солнца, куда она отправляется вместе с Хьюго — смертным другом помощницы Годрика. Они изображают из себя пару, которая ищет место для венчания. Но Стив не так глуп. Джейсон узнает, что на рассвете будет казнен древний вампир. Он вызывается построить пьедестал для казни, но на самом деле сильно сомневается в том, хочет ли во всем этом участвовать. |            |                                                     |                 |                                |                  |                     |
| 19 | 7          | «Release Me» «Выпусти меня»                         | Майкл Раскио    | Раэлль Такер                   | 2 августа 2009   | 4.27                |
| Во время разговора со Стивом, Суки понимает, что он знает, кто они такие. Это значит – в команде Годрика есть шпион. Их с Хьюго запирают в подвале, а Билл, несмотря на то, что знает об опасности, угрожающей Суки, не может преодолеть запрет своего создателя и помочь любимой. Узнав, что Джейсон — брат Суки, Стив решает, что он тоже предатель, и начинает мстить. Тем временем в отеле к Джессике прилетает Хойт, и они проводят ночь вместе. В Бон Темпсе дела обстоят куда вон плохо. Мэриэнн охотится за Сэмом и только благодаря Энди Бельфлеру тому удается скрыться. Остальные жители продолжают веселиться, ничего не помня о том, что делали на следующее утро. |            |                                                     |                 |                                |                  |                     |
| 20 | 8          | «Timebomb» «Бомба с часовым механизмом»             | Джон Дал        | Александр Ву                   | 9 августа 2009   | 4.43                |
| На помощь Суки приходит юный на вид парень, и она с удивлением узнаёт, что это и есть Годрик. Эрик попадается в руки помощников Стива, и тому по большому счету все равно, какого вампира публично казнить. Годрик пытается вразумить Стива, но тот непреклонен. Тем не менее, все вампиры вместе со Суки мирно покидают церковь, что заставляет некоторых последователей Стива усомниться в их враждебности. В Бон Темпсе Эгс и Тара пытаются понять, что с ними происходило в моменты провала памяти, но Мэриэнн кормит их особым блюдом. Сэм приходит в себя в полицейской камере, а в это время в морозилке его бара находят труп Дафни. В это время в Далласе в здание, где проходит собрание местных руководящих вампиров, приходит один из последователей Стива. К его груди привязаны бомба и множество предметов из серебра. |            |                                                     |                 |                                |                  |                     |
| 21 | 9          | «I Will Rise Up» «Я восстану»                       | Скотт Винант    | Нэнси Оливер                   | 16 августа 2009  | 4.46                |
| После страшного взрыва помещение напоминает кровавую бойню. Во время взрыва Билл находится снаружи, и Эрик с удовольствием прикрывает Суки своим телом. Он просит Суки высосать кровь из его ран, так как пули, застрявшие в нем, — серебряные. Но это оказывается простой уловкой, чтобы заставить Суки выпить его кровь. В эту же ночь Суки снится Эрик. Несмотря ни на что, Годрик не хочет мести, мало того – он отказывается от звания шерифа и принимает решение прервать своё существование. Эрик болезненно переживает уход из жизни своего создателя. В Бон Темпсе Мэриэнн делает немыслимые вещи, чтобы найти Сэма и сделать его своей ритуальной жертвой. Лафайет и мать Тары насильно вывозят её из дома Суки. Хойт решает познакомить Джессику со своей матерью – ярой ненавистницей вампиров. |            |                                                     |                 |                                |                  |                     |
| 22 | 10         | «New World in My View» «Мой новый мир»              | Адам Дэвидсон   | Кейт Барноу и Элизабет Р. Финч | 23 августа 2009  | 5.33                |
| Суки, Джейсон и Билл возвращаются в Бон Темпс и застают там ужасающую картину. Каждый житель повторяет лишь одну фразу: «Найти Сэма Мерлотта». В доме Суки они обнаруживают совершенно невозмутимую Мэриэнн. Билл пытается разорвать женщину, но её кровь для вампира — словно яд… Тем не менее, неожиданно Суки находит в себе необычные силы, позволяющие противостоять Мэриэнн. Тем временем Тара находится под массовым гипнозом, и Суки стоит немалых усилий вернуть её в нормальное состояние. |            |                                                     |                 |                                |                  |                     |
| 23 | 11         | «Frenzy» «Бешенство»                                | Дэниель Минахан | Алан Болл                      | 30 августа 2009  | 5.19                |
| Билл отправляется к луизианской королеве вампиров в надежде получить информацию о Мэриэнн и том, как её остановить. Королева достаточно долго держит у себя Билла, показывая полное безразличие к его проблемам, но в конечном счете говорит ему то, ради чего он пришел. В Бон Темпсе те, кто не находится под влиянием Мэриэнн, готовятся нанести ей удар. Сэм отправляется к Эрику, и вампир неохотно, но все же соглашается помочь. Тара убегает к Эгсу и снова попадает под влияние Мэриэнн. Суки и Лафайет отправляются её спасать. |            |                                                     |                 |                                |                  |                     |
| 24 | 12         | «Beyond Here Lies Nothin'» «Жизни после смерти нет» | Майкл Куэста    | Александр Ву                   | 13 сентября 2009 | 5.11                |
| Безумие в Бон Темпсе достигает своего апогея. Мэриэнн готовится использовать Сэма в качестве ритуальной жертвы, заставляя Суки переодеться в подвенечное платье и выполнять её поручения. Энди вместе с Джейсоном проявляют себя прямо-таки с героической стороны, но в итоге тоже попадают под влияние Мэриэнн. Чтобы спасти город, Сэму приходится объединить усилия с тем, с кем при обычных обстоятельствах он не стал бы иметь дела, — с Биллом. Их замысел оказывается успешным. Всё становится как прежде, и жители городка возвращаются к обычной жизни. Билл делает предложение Суки, но та не успевает ответить, потому что вампира внезапно похищают. |            |                                                     |                 |                                |                  |                     |

## Музыка
Список композиций, звучавших в финальных титров эпизодов в порядке эпизодов:
1. Randy Travis — Nothing but the blood (of Jesus)
2. Chuck Prophet — You Did (Bomp Shooby Dooby Bomp)
3. Debbie Davies — Scratches
4. The Forgotten People— Thievery Corporation
5. Katie Webster — Never Let Me Go
6. Dolly Kay — Hard-Hearted Hannah (the Vamp from Savannah)
7. Bad Livers — Death Trip
8. Beck — Timebomb
9. Lyle Lovett — I will Rise Up
10. Sister Gertrude Morgan & King Britt — New World in My View
11. Screamin Jay Hawkins — Frenzy
12. Bob Dylan — Beyond Here Lies Nothin